# Борисов, Валерий Дмитриевич
Валерий Дмитриевич Борисов (род. 31 мая 1957, г. Килия, Одесская область) — советский и украинский политик, кандидат экономических наук (1987), член Партии регионов и ВР Украины, член Комитета по вопросам бюджета (с 07.2006) член фракции ПР (с 16.06.2011).
Родился 31 мая 1957 (г. Килия, Одесская область); украинец; отец Дмитрий Родионович (1929—2002); мать Юлия Ивановна (1926—2000); жена Елена Евгеньевна (1957) — директор культурно-оздоровительного центра «Сабина»; сын Дмитрий (1981) — директор ООО «MTI Украина», депутат Печерского районного совета в г. Киеве.

## Образование
Киевский технологический институт пищевой промышленности, факультет «Машины и аппараты пищевых производств» (1974-77, 1980-82).

## Карьера
08.1982-12.84 — инженер научно-исследовательского сектора, Киевский институт народного хозяйства. 12.1984-02.87 — аспирант, Совет по изучению производственных сил УССР АНУ.
04.-07.1987 — инженер, 07.1987-04.92 — заведующий отделом, председатель плановой комиссии, заместитель председателя, 1-й заместитель председателя, исполком Ленинградского райсовета; народный депутат г. Киева.
04.1992-09.93 — председатель Комитета экономики, заместитель главы Киевской горгосадминистрации
09.1993-02.97 — заместитель директора, ООО «Регистр ЛТД». 02.1997-09.2000 — директор, ЧП «Реникс».
09.2000-07.01 — президент, ООО «Управление строительства тоннелей и подземных сооружений специального назначения».
07.2001-06.02 — президент, концерн «Киевподземдорстрой».
06.2002-09.03 — заместитель председателя — начальника Главного управления экономики и развития города,
10.2003-05.06 — 1-й заместитель председателя — начальник Главного управления экономики и инвестиций Киевской горгосадминистрации Депутат Киевского горсовета (2002-06).
Народный депутат Украины 5-го созыва с 04.2006 от Блока «Наша Украина», № 57 в списке. На время выборов: 1-й заместитель председателя Киевской горгосадминистрации, член НСНУ.
Народный депутат Украины 6-го созыва
с ноября 2007 г., избран по спискам Блока «Наша Украина — Народная самооборона»

## Звания и награды
Орден «За заслуги» III ст. (08.2002). Почетная грамота КМ Украины (06.2003). Почетная грамота ВР Украины (09.2003). Государственный служащий 3-го ранга (08.2004). Заслуженный экономист Украины (05.2005).
Автор 11 научных трудов.